# Quadball

Pittogramma del Quadball

Il quadball, fino al 2022 noto come quidditch, è uno sport di squadra in cui due squadre di sette giocatori si affrontano su un campo con superficie in erba. Scopo del gioco è segnare più punti della squadra avversaria, facendo passare la "pluffa" attraverso uno dei tre anelli posti al limite del terreno di gioco, o catturando il "boccino". La particolarità del gioco sta nel fatto che i giocatori devono muoversi trattenendo tra le cosce una scopa.
Il gioco è talvolta definito quidditch babbano (in inglese: muggle quidditch) per distinguerlo dall'omonimo gioco di fantasia presente nel cosiddetto "mondo magico di Harry Potter", da cui trae origine. Nella saga di J. K. Rowling i personaggi giocano a quidditch volando su manici di scopa e usando palle magiche.
Inventato nel 2005, il quadball è uno sport in espansione che viene praticato in molte nazioni ed è stato adattato utilizzando elementi del rugby, del dodgeball, del calcio e dell'acchiapparella. Il regolamento è definito dalla International Quadball Association (IQA); i vari campionati e tornei sono gestiti o dall'IQA o dalle singole federazioni sportive nazionali.

## Storia

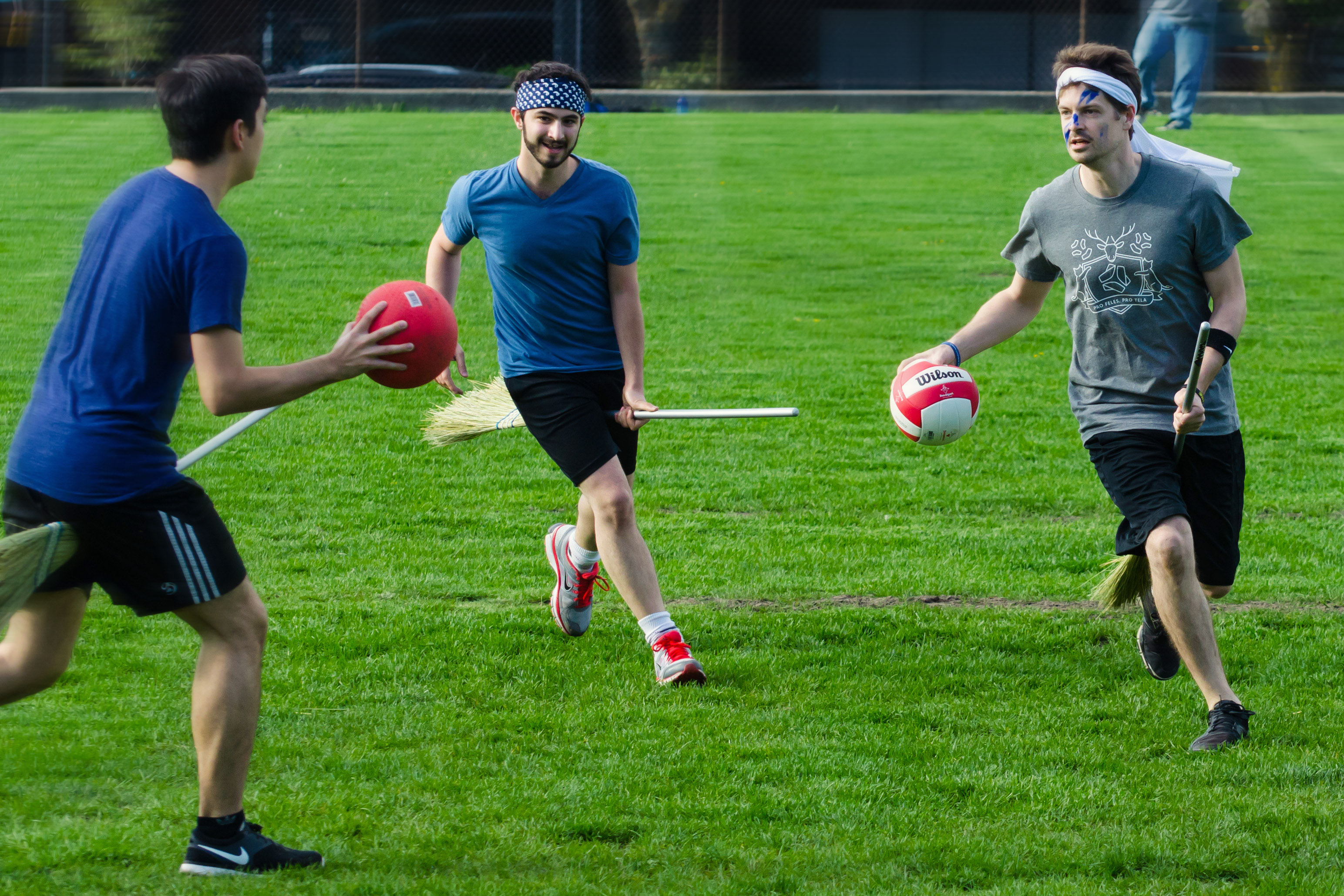
Giocatori di quidditch.

Il quidditch ha le sue origini nell’omonimo sport fittizio dell’universo fantasy di Harry Potter. Nell’aprile del 2017 l’Oxford Dictionary of English riconosce ufficialmente “quidditch” come parola.
Il quidditch ha avuto inizio nel 2005 con un campionato intra moenia al Middlebury College nel Vermont. Le regole sono state adattate dai romanzi di Harry Potter di J. K. Rowling da Alexander Manshel, primo Commissario di quidditch.
Nel 2006, Alex Benepe ha assunto l'incarico di Commissario a Middlebury ed in seguito alla prima partita di quidditch interuniversitario tra il Middlebury College e il Vassar College avvenuta l'11 novembre 2007, ha fondato la Intercollegiate Quidditch Association (IQA).
Nel 2010 l'IQA ha cambiato il suo nome in International Quidditch Association, diventando un'organizzazione registrata senza scopo di lucro. L'IQA ha lo scopo di promuovere il quidditch come nuovo sport e condurre programmi di sensibilizzazione per accrescere la partecipazione atletica tra i bambini ed i giovani adulti. Uno strumento di promozione è la rivista "Quidditch Quarterly", che è la rivista ufficiale della IQA e l'unica pubblicazione dedicata allo sport del quidditch.
Dopo gli inizi nel 2005, lo sport crebbe al punto che, nel 2007, si tenne la prima Quidditch World Cup, che al tempo era chiamata US Quidditch Cup.
La quarta World Cup si è tenuta il 13 e 14 novembre 2010 al DeWitt Clinton Park a New York City. Vi hanno partecipato 757 atleti in rappresentanza di 46 squadre. La quinta coppa del mondo ha avuto luogo a Randalls Island a New York City, e 96 squadre hanno gareggiato in due divisioni in due giorni.
Dai Summer Games a Londra nel 2012, in cui partecipano 5 squadre nazionali, il quidditch si è largamente diffuso anche in Europa. Lo stesso anno infatti prende parte la prima European Quidditch Cup (allora European Quidditch Championship), il 13 ottobre, con 6 squadre partecipanti.
Ad aprile 2013, la sesta edizione della World Cup si è tenuta a Kissimmee, Florida, e ha visto gareggiare 80 squadre. L'Università del Texas ad Austin sconfigge l'Università della California, Los Angeles nella prima coppa del mondo che non sia stata vinta dal Middlebury College. In commemorazione della vittoria del Texas, l'Università del Texas ha illuminato l'edificio principale del campus.
L'1 e 2 febbraio 2014 a Bruxelles torna l'European Quidditch Cup con 12 squadre partecipanti. La World Cup VII ha avuto luogo il 5 e 6 aprile a North Myrtle Beach (South Carolina) ed ha visto prevalere nuovamente l'Università del Texas.
L'anno successivo l'Università del Texas ottiene il terzo titolo consecutivo alla World Cup 8, tenutasi a Rock Hill (South Carolina) l'11 e 12 aprile 2015. Il successivo fine settimana ha luogo l'European Quidditch Cup 2015, con 32 squadre, quasi triplicando i numeri dell'anno precedente. Il 2015 è anche l'anno dei primi European Games, competizione biennale per squadre nazionali del continente europeo.
Negli Stati Uniti e in Canada si disputa dal 2015 la Major League Quidditch, prima lega semiprofessionistica di questo sport.
Dal 2016 l'evento americano prende il nome di US Quidditch Cup (la nona edizione si è tenuta il 16 e 17 aprile a Columbia, South Carolina), vinta da Q.C. Boston. Lo stesso weekend l'European Quidditch Cup IV (Gallipoli, Puglia) vede i Titans Paris vincere il secondo titolo consecutivo.
Il 23-24 luglio 2016 alla IQA quidditch World Cup a Francoforte, Germania, parteciperanno 23 nazionali da tutti i continenti.
Il 25-26 marzo 2017 si svolge la quinta edizione dell'European Quidditch Cup a Malines, nella provincia di Anversa, Belgio, con la partecipazione di 32 squadre provenienti da 15 diversi stati europei, che vede vincitrice gli Antwerp Quidditch Club, arrivati in finale contro i campioni in carica Titans Paris.
Sempre nel 2017 nasce la Quidditch Premier League, torneo inizialmente riservato alle squadre del Regno Unito e in seguito esteso a franchigie belghe, francesi e tedesche i cui giocatori vengono selezionati dai vari club presenti sul continente europeo.
Il 30 giugno e 1º luglio 2018 la sesta edizione della IQA World Cup viene organizzata a Firenze, Italia, e vede la partecipazione di 29 nazionali provenienti da tutto il mondo.
Questo sport attualmente vanta centinaia di squadre giocanti secondo le regole IQA, diffuse in ogni continente. Esistono squadre in Italia, Spagna, Belgio, Olanda, Messico, Argentina, Brasile, Malesia, Cina, Sudafrica, Uganda, Filippine, Vietnam e in molti altri paesi.

### Il quadball in Italia
Il Quidditch è stato introdotto in Italia grazie alla popolarità dei libri di Harry Potter negli anni '90 e 2000. Gli appassionati hanno iniziato a organizzare partite amatoriali, poi sono state fondate squadre competitive negli anni 2000. Nel 2010, l'Associazione Internazionale di Quidditch (IQA) ha stabilito regole ufficiali per lo sport, rendendolo strutturato. Le squadre italiane hanno adottato queste regole nel 2013 con la fondazione dell'Associazione Italiana Quidditch. Da allora, il Quidditch in Italia è cresciuto costantemente, con campionati nazionali, tornei internazionali e una squadra nazionale che ha rappresentato l'Italia nel Campionato Mondiale. Sono state create infrastrutture e campi dedicati al Quidditch per migliorare ulteriormente la pratica dello sport.

## Il gioco
Ci sono sette giocatori per squadra: tre "cacciatori", due "battitori", un "portiere" ed un "cercatore"; si gioca su un campo rettangolare di 60 metri per 33 metri, con tre cerchi di altezza differente alle due estremità. L'obiettivo finale è quello di avere più punti rispetto all'altra squadra nel momento in cui viene catturato il "boccino" (snitch), che è praticamente una palla da tennis all'interno di una specie di lungo calzino appeso ai pantaloncini di un giocatore neutrale vestito di giallo.
Tutti i giocatori devono tenere una scopa tra le gambe per l'intera durata dell'incontro. Questo non è solo un tipico richiamo allo sport potteriano, ma anche un incentivo allo spettacolo, dovendo giocare il pallone per la maggior parte del tempo con una sola mano.
Una palla da pallavolo leggermente sgonfia viene usata come pluffa. Cacciatori e portieri interagiscono passandosi la pluffa, con lo scopo di segnare negli anelli avversari. Un goal può essere segnato facendo attraversare la pluffa (accompagnandola o tirandola) in uno degli anelli avversari, da un lato o dall'altro. A prescindere dall'anello avversario in cui si segna, un goal vale 10 punti.
Tre palle da dodgeball fungono da bolidi. I battitori lanciano i bolidi sugli avversari (di qualsiasi ruolo) per metterli KO. Ogni giocatore che viene colpito da un bolide avversario deve seguire la procedura di knockout: lasciare l'eventuale possesso del pallone, "smontare" dalla scopa (ovvero toglierla dalle gambe), tornare ai propri anelli senza interferire col gioco, toccare uno dei tre anelli e ritornare in gioco (rimontando).
Il boccino è una palla da tennis inserita in un calzino, il quale a sua volta viene infilato nel risvolto dei calzoncini del boccinatore. Il boccinatore è un assistente dell'arbitro non affiliato a nessuna squadra, solitamente vestito d'oro o di giallo, che ha l'incarico di proteggere il boccino dalla cattura; dopo 17 minuti di gioco, il boccinatore entra in campo e non può allontanarsi. I cercatori dovranno pertanto provare a prendere il boccino. Il boccinatore interagisce fisicamente coi cercatori, spingendoli, sbilanciandoli, atterrandoli e persino togliendo loro le scope, per metterli KO. La cattura del boccino vale 30 punti e pone fine alla partita.
Una partita di quidditch dura dai 20 ai 30 minuti. Secondo il regolamento ufficiale IQA essa non ha una durata fissa, sebbene vi siano delle limitazioni per il boccino tramite le quali si può regolare la durata.

### Ruoli
- I cacciatori devono tirare, calciare o in qualsiasi modo lanciare la pluffa attraverso uno degli anelli della squadra avversaria per segnare 10 punti. Ogni squadra schiera tre cacciatori in campo. Il cacciatore è generalmente il ruolo più fisico, poiché il regolamento consente l'uso di strattonamenti, spinte e addirittura placcaggi, ma solo con i cacciatori e il portiere avversari.
- Il portiere protegge gli anelli cercando di parare i tiri della squadra avversaria. Ogni squadra schiera un portiere in campo. Esso è invulnerabile all'effetto knockout all'interno della propria area e, quando è in possesso della pluffa nell'area, non può subire contatto fisico avversario. Una volta fuori da essa viene considerato al pari di un cacciatore. Numerosi sono, infatti, i casi di portieri offensivi che partecipano alla manovra d'attacco per poi tornare a difendere i propri anelli.
- I battitori hanno il compito di colpire gli avversari con i bolidi e bloccare i bolidi destinati a colpire i compagni. Ogni squadra schiera due battitori in campo. Questo ruolo detta spesso il ritmo della partita, sia in attacco che in difesa. Anche ai battitori è concesso interagire fisicamente, ma solo con gli avversari dello stesso ruolo.
- Il cercatore deve prendere il boccino. Anche i cercatori sono soggetti all'effetto knockout e possono interagire fisicamente tra loro.

### Equipaggiamento

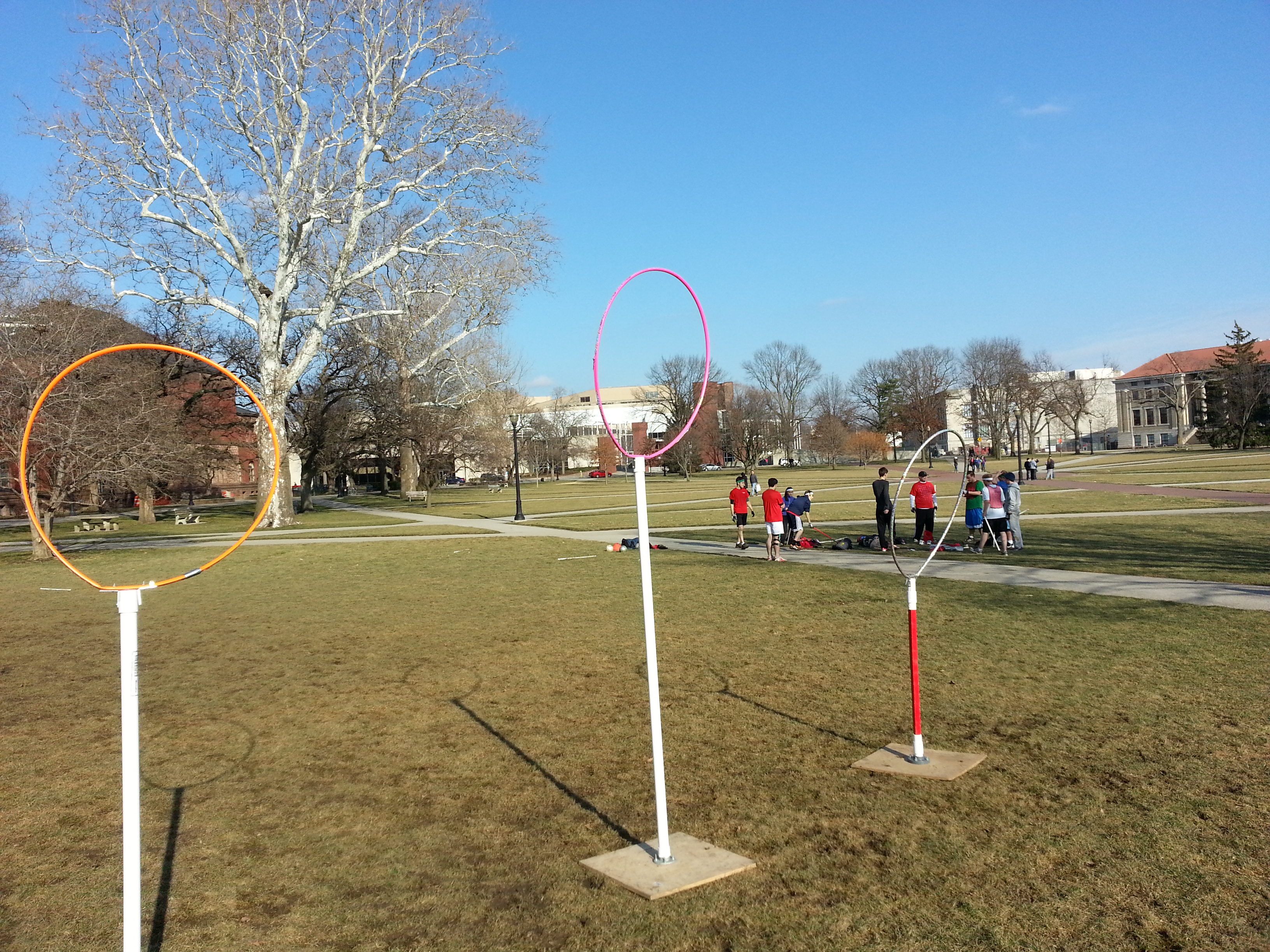
Primo piano degli anelli

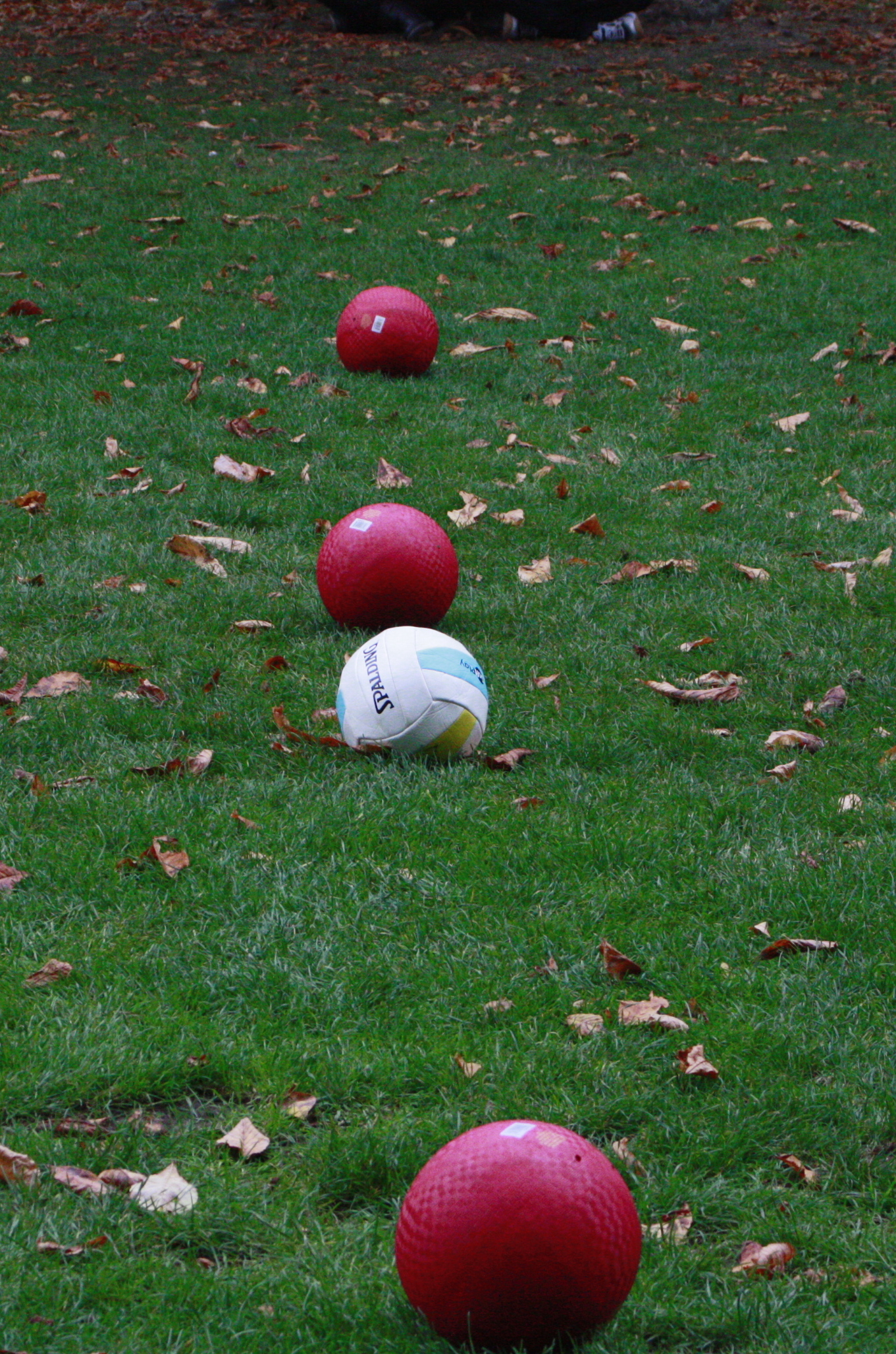
Le palle da quidditch

#### La scopa
Considerata l'icona di questo sport, la scopa ha l'obiettivo di essere un elemento di svantaggio che complica il movimento dei giocatori, come il dover palleggiare solo con una mano alla volta nel basket o il dover utilizzare esclusivamente i piedi nel calcio. Ogni giocatore deve rimanere a cavallo della scopa in ogni momento del gioco, a meno che non venga colpito da un bolide, caso in cui deve scendere dalla scopa e tornare agli anelli (effetto knockout). Il giocatore deve sempre tenere la scopa tra le gambe senza mai farla poggiare completamente a terra; si può sostenerla con le gambe o con le mani, basta che non sia legata al giocatore e che non poggi a terra.
I giocatori utilizzano una varietà di oggetti adoperati come scope, dalle scope vere e proprie ai tubi in PVC, a semplici bastoni di legno verniciato. Spesso quindi il termine "scopa" è utilizzato impropriamente, poiché si tratta di semplici tubi o simili.

#### Gli anelli
Tre anelli sono posizionati su ognuno dei due estremi del campo, le loro aste hanno tre altezze diverse (0,91 m, 1,37 m, 1,83 m) e sono distanti l'uno dall'altro 2,34 metri. Ogni anello deve essere composto da almeno un palo e un cerchio fissato alla sommità del palo. Cacciatori e portieri possono segnare gettando la pluffa attraverso uno qualsiasi degli anelli, sia frontalmente che da dietro, guadagnando 10 punti per la propria squadra. Quando un giocatore è soggetto all'effetto knockout, deve toccare (non con la scopa ma con una parte del corpo) una parte qualsiasi di uno degli anelli, incluso il palo ma non la base, prima di rientrare in gioco.

#### La pluffa
La pluffa è una palla da pallavolo leggermente sgonfia, in modo tale da favorire la presa da parte di cacciatori e portieri. Usata per segnare, può passare attraverso qualsiasi anello da entrambi i lati. Finché la palla è in gioco, a prescindere da quale squadra l'abbia fatta passare attraverso l'anello, il punto è segnato a sfavore della squadra cui appartiene l'anello (vale quindi il concetto di autogol, come nel calcio). Ogni gol vale 10 punti.

#### I bolidi
Il bolide è una palla da dodgeball leggermente sgonfia che può essere toccata solo dai battitori. In ogni partita ci sono quattro battitori in gioco, ma solo tre bolidi, che vengono lanciati dai battitori per colpire qualsiasi altro giocatore in campo. Dopo essere stato colpito da un bolide lanciato da un battitore avversario, un giocatore subisce l'effetto knockout, cioè deve smontare dalla scopa, liberarsi di un'eventuale palla posseduta, andare a toccare gli anelli della propria squadra, tornare sulla scopa e riprendere il gioco; è importante sottolineare che non c'è fuoco amico, cioè gli eventuali bolidi lanciati dai battitori sui compagni di squadra non hanno effetti. Essendoci tre bolidi, nel regolamento esiste la "regola del terzo bolide", che stabilisce che, in ogni momento della partita, una delle squadre deve essere in possesso di due bolidi e l'altra di quello rimanente, quindi la squadra che ha già due bolidi non può prendere anche il terzo.

#### Il boccino
Il boccino è una pallina da tennis inserita in un calzino lungo di colore giallo o dorato. Il calzino viene rimboccato nei calzoncini del boccinatore, come fosse una coda. Il boccinatore è tenuto a fare di tutto pur di non far catturare il boccino dai cercatori. Solo i cercatori possono provare a catturare il boccino e nessuna azione di forza contro il boccinatore è ammessa, se non per pura difesa. La partita termina quando il boccino viene preso legalmente da un cercatore, alla cui squadra vengono assegnati 30 punti (nella versione fantasy del Quidditch il punteggio era di 150).

## Regolamento

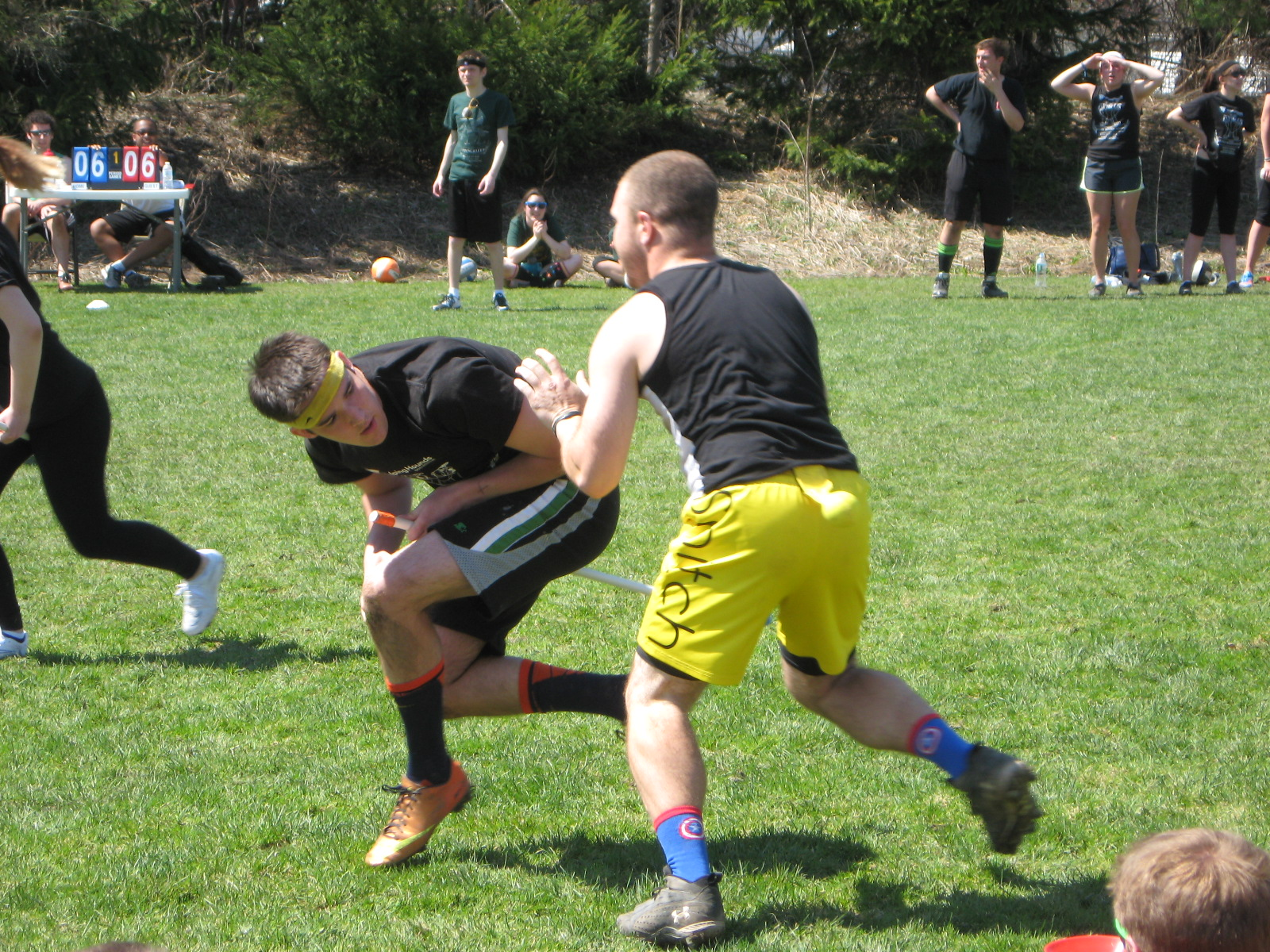
Il boccinatore (a destra) cerca di ostacolare il cercatore

L'IQA ha compilato dieci edizioni del Regolamento.

### Il campo di gioco
Il campo di quidditch è rettangolare di dimensioni di 60 x 33 metri. I giocatori non sono autorizzati a calciare i palloni fuori dal campo né è consentito giocare nell'area spettatori (tutto lo spazio che circonda il campo da gioco). Ai giocatori è chiesto di tornare in campo quando il gioco continua fuori dalle linee.
A bordo campo ci sono due panche alle quali i giocatori vengono inviati in caso di cartellini, per trascorrervi uno o due minuti in base alla penalità.

### Procedura di gioco
Ogni partita inizia con 6 giocatori lungo la linea di partenza (il cercatore parte dopo), nella zona del portiere, con le scope a terra e le quattro palle allineate al centro del campo. L'Arbitro principale grida "Brooms up!" (in italiano “Su le scope!”) e a questo segnale ogni giocatore corre per entrare in possesso dei palloni. A 17 minuti di gioco, i cercatori si dirigono nei pressi del campo di gioco fino alla fine della “soglia cercatori” (di 18 minuti), al termine della quale entrano in gioco per cercare di prendere il boccino.
Il ritmo del gioco è veloce, con rapidi passaggi della pluffa e ad ogni goal segnato (10 punti) contro la squadra avversaria fornisce a questa il possesso di palla. Una volta che un goal è segnato, la pluffa deve essere data al portiere della squadra avversaria e l'azione riparte. Una partita dura generalmente tra i 20 ed i 40 minuti, a seconda dell'abilità e della resistenza dei cercatori e del boccino.
La partita viene vinta da una delle due squadre solo dopo che il boccino è stato catturato con un'azione regolare, e la squadra che ha catturato il boccino si aggiudica 30 punti. La squadra vincitrice è determinata non dalla cattura boccino ma dal numero di punti accumulati, quindi non è difficile vedere squadre che stanno perdendo con ampio margine, spingere per la cattura del boccino per terminare il gioco.

### La regola del “Massimo quattro”
In una partita di quidditch è necessario che ogni squadra abbia massimo quattro giocatori in campo che si identifichino nello stesso genere. Con l'entrata del cercatore in campo, il limite aumenta a cinque. Il genere con cui un giocatore si identifica è considerato il genere di quel giocatore, che può o non può essere lo stesso sesso della persona. Questa è la regola del "massimo quattro". Il regolamento accetta coloro che non si riconoscono nel sistema binario di genere, e riconosce che non tutti i giocatori si possono identificare come maschio o femmina. Nel quidditch le persone di tutte le identità e generi sono benvenute.

### Falli e gioco scorretto
Ci sono numerosi falli e azioni illegali previste dal regolamento, che corrispondono a diversi gradi di penalità nei confronti di un giocatore, dal semplice avvertimento al cartellino blu o giallo, fino al cartellino rosso che prevede l'espulsione permanente dalla partita.
Le regole di contatto sono piuttosto semplici e sono simili a quelle previste per altri sport di contatto. I placcaggi sono legali tra le ginocchia e le spalle. I giocatori possono affrontare solo altri giocatori che ricoprono lo stesso ruolo (considerando i portieri come cacciatori) se in possesso di palla. Le spinte sono consentite. Il contatto iniziato alle spalle è illegale, ma è considerato pulito se il ricevente corre durante l'azione e poi si gira di spalle subito prima del contatto.
Dopo diverse azioni di gioco illegali, l'arbitro principale fischia due volte per indicare l'interruzione del gioco, ogni giocatore dovrà far cadere la scopa ed un'eventuale palla in suo possesso.
Con un cartellino blu, il giocatore cui è indirizzato va in panca puniti per 1 minuto, o fino a quando la sua squadra subisce un goal. I giocatori non possono effettuare sostituzioni dalla panca puniti, anche se, nel caso in cui ad un portiere viene assegnata una penalità, dovrà scambiarsi la fascia con un cacciatore poiché ogni squadra deve avere un portiere in campo in ogni momento. Non è cumulativo.
Il cartellino giallo comporta la stessa sanzione di un blu, ma con la differenza che due cartellini gialli in una partita comportano un rosso.
Quando viene dato un cartellino rosso, il giocatore che ha commesso il fallo viene allontanato dall'area di gioco e dev'essere sostituito da qualcun altro della sua squadra, che trascorrerà al posto suo 2 minuti in panca puniti; non gli è permesso di rientrare in campo anche se la sua squadra subisce un goal.

### Gli arbitri
Ad ogni partita ufficiale è necessario avere diversi arbitri presenti, nonché un boccinatore ufficiale. Gli arbitri sono:
- 1 Head Referee (arbitro principale), il cui compito è quello di controllare il campo e amministrare falli e cartellini blu/gialli/rossi per segnalare i giocatori;
- 2 Assistant Referees (assistenti arbitrali), che coadiuvano l'arbitro principale nell'osservare irregolarità nel gioco, concentrandosi generalmente sul gioco dei bolidi;
- 1 Snitch Referee (arbitro del boccino), che segue il boccinatore e determina se la cattura del boccino è valida;
- 2 Goal Referees (arbitri degli anelli), il cui compito è quello di determinare se la palla ha attraversato o no l'anello;
- Scorekeeper e Timekeeper, che gestiscono rispettivamente il punteggio e il tempo di gioco.

Gli arbitri segnalano quando un giocatore viene colpito da un bolide avversario in modo corretto gridando "beat" (in italiano “colpito”).
Il boccinatore è un giocatore neutrale e dal momento che non appartiene a nessuna delle due squadre, anche la sua opinione serve ad aiutare gli arbitri a stabilire o meno se la presa del boccino è valida.

## Competizioni

Mappa dei membri IQA. Il blu scuro indica i membri a pieno titolo; l'azzurro indica i membri associati.

### Tornei internazionali

#### Coppa del mondo IQA
La World Cup è il torneo dell’IQA per squadre nazionali.
L’ultima World Cup (2016 IQA World Cup) si è tenuta nel 2016 a Francoforte, Germania.
A vincere fu l’Australia, battendo per la prima volta gli Stati Uniti in finale. L’edizione del 2014, la 2014 IQA Global Games, si tenne a Burnaby, in Canada, e vide gli Stati Uniti vincere proprio contro l’Australia. I Giochi, ospitati dal US Quidditch, attrassero una lieve attenzione dei media e videro un piccolo raccoglimento di spettatori. I risultati furono, in ordine: Stati Uniti, Australia, Canada, Regno Unito, Messico, Francia, Belgio.
La World Cup originale (2012 IQA Summer Games) era chiamata “Summer Games” in richiamo ai Giochi Olimpici che si tennero nello stesso periodo a Londra, nel Regno Unito. L’edizione di luglio 2012 vide 5 squadre nazionali da tutto il mondo competere per il primo torneo internazionale organizzato dalla IQA, tenutosi ad Oxford, Inghilterra. Le cinque squadre partecipanti erano US, Canada, Francia, UK e Australia.
Per l'edizione del 2018, che si è svolto dal 27 giugno al 2 luglio, è stata scelta come sede la città italiana di Firenze allo Stadio Artemio Franchi. La squadra vincitrice è stata il team degli USA.

#### European Games
Similmente alla World Cup, gli European Games sono un torneo internazionale aperto alle squadre nazionali.
La partecipazione è limitata ai membri dell’European Commitee (anche chiamato Quidditch Europe o QEurope). Nel 2015 si tennero i primi European Games a Sarteano, in provincia di Siena nel luglio del 2015. e l'edizione fu vinta dalla Francia; mentre nel 2017 l'evento è stato disputato ad Oslo vedendo trionfare la nazionale del Regno Unito.
L'edizione del 2019 si è svolta nei giorni 29 e 30 giugno a Bamberga. Come nel 2015, anche nel 2019 i francesi si laurearono campioni d'Europa.

#### European Quidditch Cup
La European Quidditch Cup, nota anche come EQC e precedentemente nota come il Campionato Europeo di Quidditch, è un campionato a squadre annuale europeo. L’EQC nacque in Francia, a Lesparre-Médoc, il 13 ottobre 2012; vi partecipò solo un piccolo numero di squadre, dato che il quidditch era stato introdotto in Europa solamente di recente.
Nonostante ciò, il campionato crebbe velocemente e durante la stagione 2015-2016 a Gallipoli, il 16-17 aprile 2016 si tenne la quarta edizione del torneo, l'EQC IV, con 40 squadre partecipanti provenienti da 13 paesi.
Il successivo European Quidditch Cup si è tenuto a Machelen nella provincia di Anversa, Belgio, il 25-26 marzo 2017, con la partecipazione di 32 squadre provenienti da 15 diversi stati europei, che vide vincitrice la squadra di casa, gli Antwerp Quidditch Club, arrivati in finale contro i campioni in carica Titans Paris.
L'edizione del 2018 dell'European Quidditch Cup si è svolta a Pfaffenhofen an der Ilm, in Germania e ha visto nuovamente campioni i Titans Paris.

#### Asian Quidditch Cup
L’Asian Quidditch Cup inaugurale si tenne il 30 e 31 luglio 2016 in Malesia. Verrà disputata nuovamente nel 2017, per poi essere disputata ogni due anni per rispettare l’alternanza Coppa del mondo/Torneo continentale. Le squadre che concorsero per la Coppa inaugurale furono l’Australian National University Owls (ANU), Damansara Dementors, e Subang Chimaeras. Gli ANU Owls risultarono campioni.

#### British Quidditch Cup
La prima British Quidditch Cup si tenne ad Oxford, Inghilterra, il 9 e 10 novembre 2013, e fu vinta dalla prima squadra universitaria di Oxford, i Radcliffe Chimeras.
La BQC si ripeté il 7 marzo 2015 a Wollaton Park, Nottingham. In questo torneo i campioni in carica, i Radcliffe Chimeras, furono sconfitti in finale dai Southampton Quidditch Club 1, terzi i Keele Squirrels. In totale ci furono 24 squadre iscritte, di cui 23 parteciparono.

#### Quadball Nations Cup
Nei giorni 7 e 8 di ottobre 2023, a Salou, si è tenuta la prima edizione della Quadball Nations Cup. L'evento ha visto la partecipazione di 18 squadre in rappresentanza di altrettante nazioni. La finale ha visto contrapposte l'Italia e la Spagna, con quest'ultima che si è imposta sugli azzurri per 140 a 40 e riuscendo a prendere il boccino.

### Esplicative
1. ↑  Il cambiamento è stato motivato da una combinazione tra problemi di diritti legali sull'uso nome del nome quidditch e desiderio della Federazione di distanziarsi da opinioni di J. K. Rowling considerate transfobiche.(EN) Manish Pandey, Harry Potter: Quidditch renamed to Quadball over JK Rowling link, in BBC, 22 luglio 2022. URL consultato il 9 aprile 2024.

### Al testo
1. ↑   What is quadball, su iqasport.org. URL consultato il 9 settembre 2023.
2. ↑   Il quidditch cambierà nome per prendere le distanze da J.K. Rowling, su wired.it. URL consultato il 9 settembre 2023.
3. ↑  (EN) Adam Avitable, The Quidditch World Cup VI: Broom Goes the Dynamite, in Avitable, 15 aprile 2013. URL consultato il 12 giugno 2014 (archiviato dall'url originale l'8 luglio 2014).
4. ↑   Definizione di quidditch in inglese, su en.oxforddictionaries.com. URL consultato il 24 aprile 2017 (archiviato dall'url originale il 13 aprile 2017).
5. ↑   European Quidditch Cup 2014, su facebook.com.
6. ↑   US Quidditch World Cup 8, su usqworldcup.com.
7. ↑  (EN) Elissa Salamy, Major League Quidditch Inaugural Season Begins June 1, The Eighth Man, 23 Marzo 2015.
8. ↑   US Quidditch Cup 9, su usquidditch.org. URL consultato il 27 marzo 2016 (archiviato dall'url originale il 18 marzo 2016).
9. ↑   European Quidditch Cup 2016, su eqc2016.com. URL consultato il 27 marzo 2016 (archiviato dall'url originale il 6 aprile 2016).
10. ↑   IQA Quidditch World Cup, su Facebook. URL consultato il 29 giugno 2016.
11. 1 2 3   EQC 2017, su eqc2017.org. URL consultato il 24 aprile 2017 (archiviato dall'url originale il 18 febbraio 2017).
12. ↑   Regolamento IQA, su iqaquidditch.org (archiviato dall'url originale il 10 aprile 2016).
13. ↑  (EN) Global Games 2014 Announced, 1º gennaio 2014. URL consultato il 13 giugno 2020 (archiviato dall'url originale il 13 giugno 2020).
14. ↑   European Games Date and Location Announced, su International Quidditch Association. URL consultato il 24 aprile 2017 (archiviato dall'url originale il 25 aprile 2017).
15. ↑   European Quidditch Championship 2012, su Euroquidstat.
16. ↑   Al via la IV edizione degli European Quidditch CUP 2016, a Gallipoli 40 squadre da tutta Europa, in Corriere Salentino, 2 aprile 2016. URL consultato il 24 aprile 2017 (archiviato dall'url originale il 20 febbraio 2017).
17. ↑  (EN) EQC 2016 To Be Held In Italy, 11 novembre 2015. URL consultato il 13 giugno 2020.
18. ↑  (EN) First 'Quidditch' British Cup under way in Oxford, in BBC, 9 novembre 2013. URL consultato il 13 giugno 2020.
19. ↑  (EN) Schedule, su Quadball Nations Cup, 26 agosto 2023. URL consultato il 9 ottobre 2023.